# La Forest-Landerneau
La Forest-Landerneau (en bretó Ar Forest-Landerne) és un municipi francès, situat a la regió de Bretanya, al departament de Finisterre. L'any 2006 tenia 1.752 habitants.

## Demografia
| 1962                                       | 1968 | 1975  | 1982  | 1990  | 1999  |
| ------------------------------------------ | ---- | ----- | ----- | ----- | ----- |
| 893                                        | 930  | 1.160 | 1.384 | 1.619 | 1.595 |
| Des de 1962: població sense dobles comptes |      |       |       |       |       |

## Administració
| Període | Identitat    | Partit |
| ------- | ------------ | ------ |
| 2008-   | Yvon Bescond |        |

## Personatges il·lustres
- Goulven Morvan, fundador de la revista Feiz ha Breiz